# Crisi financera irlandesa

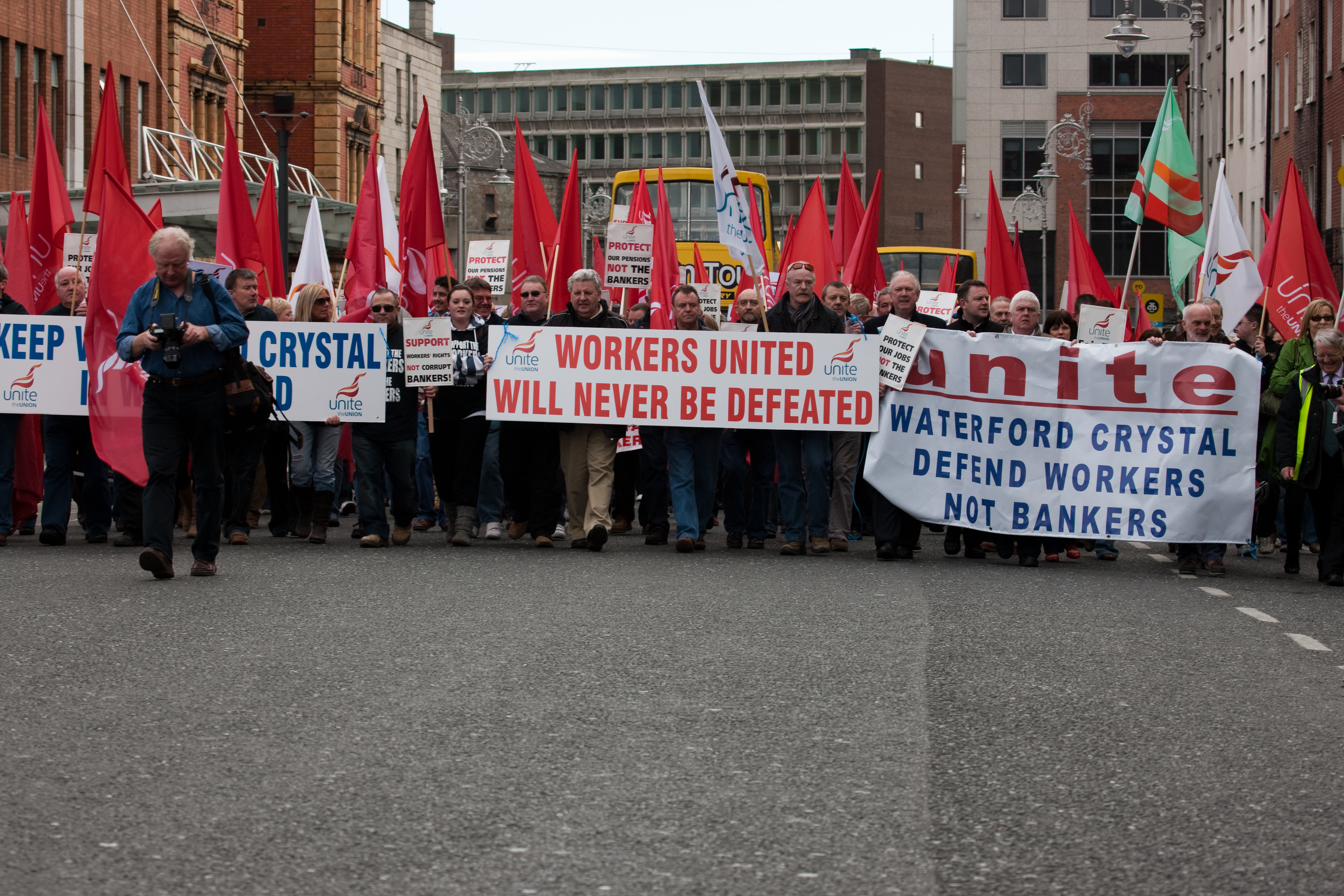
Treballadors marxen per Dublín en contra de la resposta del govern a la crisi financera de 2009

La Crisi financera irlandesa de 2008–13, va ser derivada de la crisi financera de 2007–08, és una important crisi política i financera de la República d'Irlanda, considerada parcialment responsable de la primera recessió econòmica del país des de la dècada de 1980.
L'índex general de la Borsa de Valors d'Irlanda (ISEQ) va aconseguir un màxim de 10.000 punts breument l'abril de 2007 i va caure fins als 1.987 punts el 24 de febrer de 2009, el valor més baix en 14 anys (l'última vegada que es va situar per sota del nivell 2.000 va ser a mitjans del 1995). El setembre del 2008, el govern irlandès, que era format per una coalició entre Fianna Fáil i el Partit Verd, va reconèixer oficialment que el país havia entrat en recessió, i en els següents mesos es va produir un sever augment en la desocupació. Irlanda va ser el primer estat en la zona euro a entrar en recessió, segons les declaracions de l'Oficina Central d'Estadístiques. El nombre de persones vivint sota les prestacions per desocupació era de 326.000 el gener de 2009, el nivell més alt mensual des que van començar els registres el 1967, i la taxa de desocupació va augmentar de 6,5% el juliol de 2008 fins a 14,8% el juliol de 2012. A causa del debilitament econòmic unes 100.000 persones van protestar als carrers de Dublín el 21 de febrer de 2009.
La tarda del 21 de novembre de 2010 i després d'haver "garantit" els bancs i d'haver creat l'Agència Nacional d'Administració d'Actius (NAMA, per les seves sigles en anglès), l'aleshores Primer Ministre Irlandès Brian Cowen va confirmar que la troica UE/BCE/FMI s'involucraria en els assumptes financers d'Irlanda.
Enmig de la crisi, la qual va coincidir amb una sèrie d'escàndols bancaris, el suport al partit governant, Fianna Fáil, es va enfonsar i va caure al tercer lloc en una enquesta d'opinió realitzada pel diari The Irish Times, un fet sense precedents en la història de la nació, col·locant el partit per darrere de Fine Gael i el Partit Laborista d'Irlanda. El 22 de novembre, els Verds —els membres en minoria de la coalició governant— van demanar eleccions per l''any següent. Les eleccions generals de 2011 van substituir la coalició Fianna Fáil-Partit Verda per la coalició Fine Gael–Partit Laborista. Aquesta nova coalició de govern va continuar amb les mateixes polítiques d'austeritat de la coalició anterior, la resta de partits més importants del país també estaven a favor d'unes mesures similars.
Les estadístiques oficials mostren una caiguda en la majoria dels delictes, coincidint amb la crisi econòmica. No obstant això, els robatoris han augmentat aproximadament un 10% i la prostitució es va duplicar des de 2007.

## Antecedents i causes
L'economia de la República d'Irlanda es va expandir ràpidament durant els anys del Tigre Cèltic (1994–2007) perquè van mantenir els impostos baixos per a les empreses, el tipus d'interès del Banc Europeu Central també era baix, i a altres factors sistemàtics (tals com una supervisió bancària poc exigent fins i tot amb el compliment dels Principis Bàsics de Basilea, sistemes de gestió financera pública i anticorrupció subdesenvolupats i l'adopció de polítiques deficients incloent-hi un sistema d'impostos a empreses que va fomentar els béns i serveis no comercials a través de la indústria de la construcció). Això va portar a una expansió del crèdit i a una bombolla immobiliària que es va acabar el 2007. Els bancs irlandesos, que estaven sobre exposats al mercat immobiliari irlandès, van sofrir fortes pressions el setembre de 2008 a causa de la crisi financera mundial dels anys 2007–2010.
Els préstecs de l'exterior dels bancs irlandesos van augmentar de 15 a 110 mil milions d'euros en el període 2004-08. Molta part d'aquests eren préstecs en forma de re-inversió (rollover) a tres mesos per finançar projectes de construcció que havien de ser venuts en els anys següents. Quan les propietats no es van poder vendre a causa de l'excés d'oferta, el resultat va ser un desajustament d'actius i passius. En el moment de voler usar la garantia bancària irlandesa, els bancs van anunciar que els faltava 4 mil milions d'euros de capital líquid per fer front a les garanties (però que no eren insolvents), la qual cosa va resultar ser una gran subestimació de la falta de liquiditat dels bancs.

## Impacte
L'economia i les finances del govern irlandès van començar a mostrar signes de recessió a finals de 2007 quan els ingressos fiscals van caure per sota del pressupost anual de 2007 pronosticat en 2,3 mil milions d'euros (5%). Tant els drets de registre com l'ingrés sobre la renda van ser inferiors dels esperats en 0,8 mil milions d'euros (19% i 5%) aquesta situació va resultar en què el superàvit pressupostari previst del Govern General de 2007 de 2,3 mil milions d'euros (1,2% del PIB) va desaparèixer. El fet que la recessió era imminent es va fer evident a mitjans de 2008. Posteriorment, els dèficits del govern van augmentar, moltes empreses van tancar i la desocupació va augmentar. La Borsa de Valors d'Irlanda (ISEQ per les seves sigles en anglès) va caure i molts treballadors immigrants se'n van tornar al seu país.

### El banc Anglo-Irish
El Banc Anglo-Irish havia estat exposat a la bombolla immobiliària irlandesa. L'aparició de préstecs ocults el desembre de 2008 va donar lloc a una nova caiguda en la seva cotització. L'ISEQ va caure al seu mínim en 14 anys el setembre de 2009, probablement provocada per la inesperada renúncia de l'exdirector del Banc Anglo-Irish, Anne Heraty, del consell de la Borsa de Valors d'Irlanda la nit anterior.

### Creixement i desocupació
L'economia irlandesa va entrar en una severa recessió el 2008. Irlanda va entrar en una depressió econòmica el 2009. L'Institut de Recerques Econòmiques i Socials va pronosticar una contracció econòmica del 14% pel 2010. En el primer trimestre del 2009, el PIB va caure un 8,5% respecte al primer trimestre de l'any anterior, i el PNB va caure un 12%. La desocupació va pujar del 8,75% fins a l'11,4%. L'economia va sortir de recessió en el tercer trimestre de 2009, quan el PIB va augmentar 0,3% en el trimestre, però el PNB va continuar contraient-se un 1,4%. L'economia va créixer l'1,9% el primer trimestre i l'1,6% en el segon trimestre de 2011 però es va contreure un 1,9% en el tercer trimestre.
La taxa de desocupació va augmentar del 4,2% el 2007 fins al 14,6% el febrer de 2012.

### Mercat immobiliari
A causa del final de la bombolla, els mercats immobiliaris residencials i comercials van sofrir a una severa depressió, tant el valor de les vendes com el de les propietats es van enfonsar. Els promotors van començar a endarrerir els pagaments dels préstecs contractats. A causa de la crisi financera, els bancs es van veure forçats a recuperar els seus actius i van sol·licitar la liquidació de les empreses de promoció.

### Emigració
L'Oficina Central d'Estadístiques va estimar que 34.500 persones van deixar el país en el període 2009-2010, la major emigració neta des de 1989. No obstant això, tan sols 27.700 van ser ciutadans irlandesos, cosa que va suposar un augment de 12.400 emigrants irlandesos des de 2006. També és un fet remarcable que més persones van emigrar a països on tradicionalment els irlandesos no emigren que a països que tradicionalment sí que emigrat com per exemple el Regne Unit, la Unió Europea o els Estats Units.

## 2008: Govern de Cowen, garantia bancària, augment en quotes i revolta de pensionistes
Després del nomenament el maig de 2008 de Brian Cowen com a Taoiseach, el partit governant Fianna Fáil es trobava en un nivell de popularitat prop del 41%, similar als vots obtinguts en les eleccions de 2007, però el partit va començar a baixar en les enquestes a partir de setembre de 2008. El suport al partit va caure fins al tercer lloc per primera vegada en la història darrere dels dos principals partits d'oposició en una enquesta nacional publicada per The Irish Times el 13 de febrer de 2009, el sondeig els donava només el 22%. Una enquesta el 27 de febrer, indicava que només el 10% dels votants estaven satisfets amb l'acció del govern, i que més del 50% de l'electorat desitjaria un avançament de les eleccions generals. El partit va obtenir prop del 24% dels vots en les eleccions locals i la seva popularitat va continuar descendint a mesura que la crisi es va intensificar durant la resta de l'any, aconseguint un suport mínim del 17% el setembre de 2009. Durant el període 2009/2010 l'oposició va exigir eleccions anticipades i alguns dels seus propis diputats van renunciar. El Govern va ser instat pels tribunals a celebrar les eleccions parcials de Donegal South que havien estat demorades llargament. El desembre de 2010, després de la intervenció de l'FMI, el suport al partit va assolir un rècord mínim del 13% i els seus socis de coalició, el Partit Verd, van anunciar que retirarien el suport al Govern el gener de 2011 una vegada que el pressupost de 2011 s'aprovés. El Govern va anunciar que les eleccions es durien a terme en la primavera de 2011 però la data prevista va haver de ser avançada al 25 de febrer de 2011, després d'una remodelació del gabinet molt criticada. Taoiseach Cowen va ser reemplaçat com a líder del partit per Micheál Martin. En les eleccions, Fianna Fáil va aconseguir el 17% dels vots i els escons aconseguits es van reduir de 71 fins a un mínim històric de 20. El Fine Gael i l'oposició laborista van guanyar escons respecte a les anteriors eleccions però no van aconseguir la majoria absoluta i van formar un govern de coalició.

### Pressupost d'emergència del Govern l'octubre de 2008

El dèficit del govern irlandès comparat amb altres països europeus i els Estats Units (2000–2013)

Irlanda es va declarar oficialment en recessió el setembre de 2008. Abans d'aquesta declaració, el govern irlandès va anunciar, el 3 de setembre de 2008, que avançaria els pressupostos de l'Estat de 2009 del desembre al 14 d'octubre de 2008. En un comunicat, el govern va afirmar que això es va deure principalment a una disminució en l'economia global. Els pressupostos, anomenat "el més difícil en molts anys", van incloure mesures polèmiques tal com una proposta d'impostos als ingressos la qual finalment va ser reestructurada. Altres peculiaritats dels pressupostos incloïen un nou impost sobre els ingressos que s'imposava a tots els treballadors per sobre d'un límit específic i el tancament d'un nombre de casernes militars prop de la frontera amb Irlanda del Nord.
La proposta de retirar les targetes sanitàries i l'amenaça del retorn dels pagaments universitaris va provocar una inesperada protesta pública. Professors i agricultors van manifestar-se, mentre que el 22 d'octubre de 2008, almenys 25.000 pensionistes i estudiants es van manifestar en solidaritat en el parlament irlandès a Leinster House, Kildare Street, a Dublín. Fins i tot, alguns dels pensionistes van animar els estudiants quan ambdues protestes es van entrecreuar als carrers de Dublín. Els canvis proposats a l'educació van propiciar una reunió ministerial amb tres bisbes de l'Església d'Irlanda als qui se'ls va assegurar, per O'Keeffe, que l'educació religiosa no es veuria afectada pels canvis al pressupost.
Les rebel·lions a les files del govern de coalició en el poder va portar a una sèrie de desercions de membres de la coalició desil·lusionats. El diputat del Comtat de Wicklow, Joe Behan va renunciar al partit Fianna Fáil en les propostes dels canvis en les targetes sanitàries després de suggerir que els Taoiseach passats Éamon de Valera i Seán Lemass "estarien regirant-se en la tomba per les decisions que s'havien pres la setmana passada". El diputat independent Finian McGrath també va amenaçar de retirar el seu suport del govern llevat que el pla d'eliminar els drets sanitaris adquirits en els anys 70 fos retirat automàticament i completament. El Taoiseach Brian Cowen va posposar un viatge Xina, enviant al Ministre d'Educació i Ciència, Batt O'Keeffe, en lloc seu per dirigir a la delegació. Behan, juntament amb McGrath i l'exministre de govern Jim McDaid, va votar més tard en contra dels seus excol·legues en dos vots Dáil crucials sobre les targetes sanitàries i les vacunes contra el càncer.
Uns pressupostos suplementaris van ser entregats l'abril de 2009 per fer front a un dèficit fiscal de més de 4.5 mil milions d'euros.

### Garantia bancària
El 29 de setembre de 2008 es va emetre una garantia bancària il·limitada a favor de 6 bancs que finalment va costar molt més del que el govern havia estimat inicialment. Va ser aprovada en el seu moment per la Comissió Europea. Això va donar lloc en la intervenció de la UE i l'FMI a finals del 2010.

### Comentari de l'ambaixada dels Estats Units
Malgrat la garantia bancària del setembre, el desembre de 2008 l'ambaixador dels Estats Units va informar el govern de Washington que no hi havia cap pla preparat després d'una entrevista mantinguda entre l'ambaixador i John McCarthy del Departament de Finances d'Irlanda i altres dos funcionaris. McCarthy va ser citat dient que "pronosticar res en l'entorn d'incertesa actual és gairebé impossible" i que el govern "donat el ràpid ritme de la recessió només reacciona ". Aquesta comunicació va ser publicada el 2011 com a part de les revelacions de wikileaks.

## 2009: Parades laborals, vagues, conflictes laborals i el NAMA

### Parades laborals i vagues

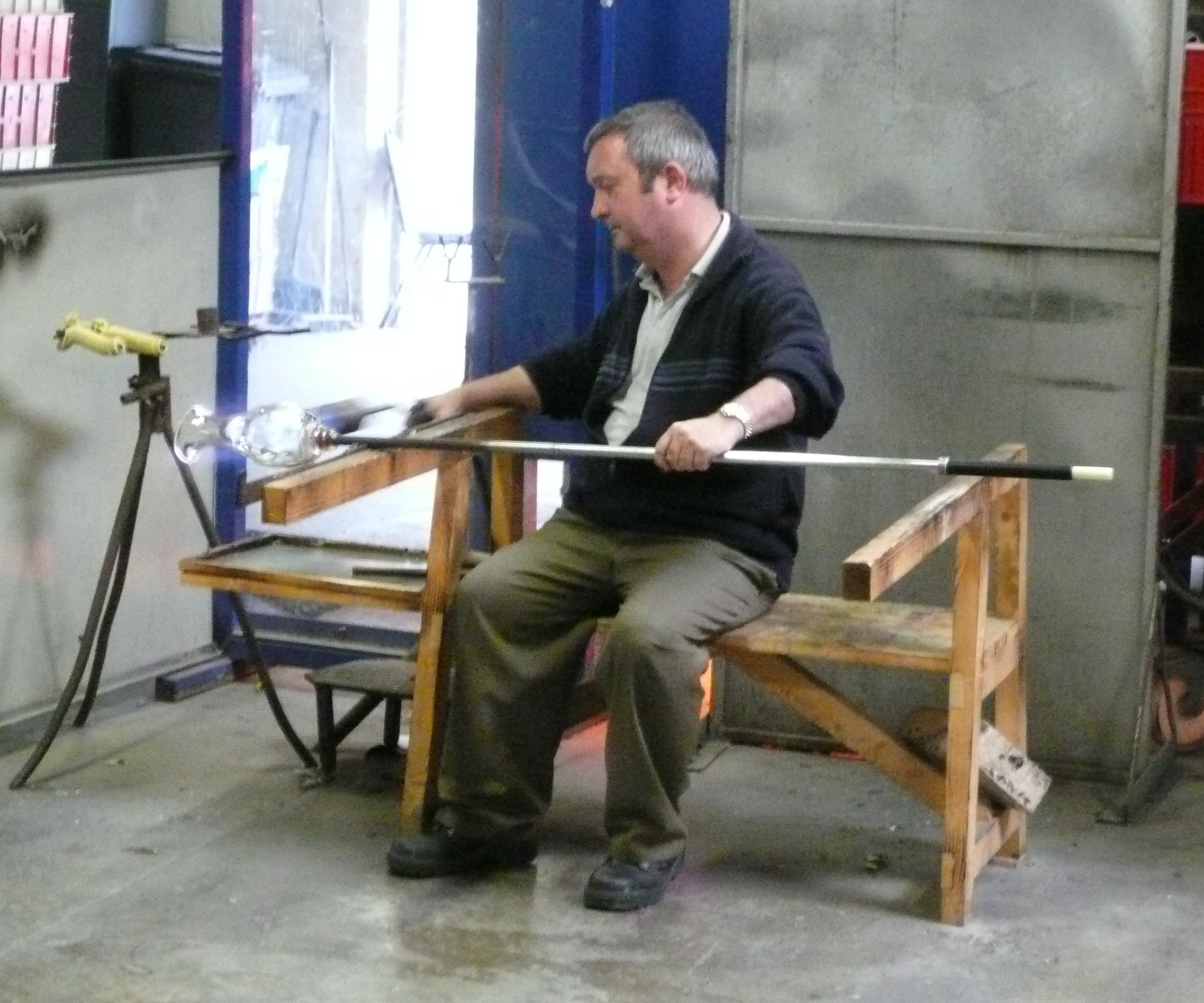
El 30 de gener de 2009, els llocs de treball dels empleats de Waterford Crystal, com aquest bufador de vidre, van ser posats en perill.

El 5 de gener de 2009, l'empresa Waterford Wedgwood va entrar en suspensió de pagaments. El 30 de gener, es va informar els treballadors de la planta de Waterford Crystal a Kilbarry que perdrien els seus llocs de treball. Un comunicat emès per David Carson, treballador de Deloitte, va confirmar que, dels 670 empleats, 480 serien acomiadats. Els treballadors van respondre amb enuig a aquesta inesperada decisió i almenys 100 van començar una parada no oficial en la galeria de visitants de la fàbrica aquella mateixa nit. Van insistir que es negarien a sortir fins que es reunissin amb Carson. Després de les declaracions, va haver-hi una petita baralla resultant que la porta principal del centre de visitants va sofrir danys. El conseller Joe Kelly del Sinn Féin local es trobava entre els treballadors que ocupaven la galeria de visitants. Una reunió que es va dur a terme l'endemà tampoc va poder resoldre el conflicte i la parada laboral va continuar gairebé dos mesos fins al 22 de març.
El 18 de febrer de 2009, 13.000 funcionaris van votar a favor d'una acció laboral de resultes d'una proposta de taxació a les pensions. Van dur a terme l'acció el 26 de febrer.
Dies abans, el 21 de febrer, unes 120.000 persones, van protestar als carrers de Dublín. Això va ser seguit per una altra marxa a la capital per gardaí el 25 de febrer i una protesta a l'hora de dinar per part de 10.000 funcionaris el 19 de març de 2009. També s'hi va sumar dues protestes de taxistes a Dublín el 20 de març de 2009.
El líder laborista Eamon Gilmore va declarar que una vaga general no seria bona per al país.

### Agència Nacional d'Administració d'Actius
L'abril de 2009, el govern va proposar crear una Agència Nacional d'Administració d'Actius (NAMA per les seves sigles en anglès) per fer-se càrrec dels grans préstecs dels bancs, per permetre'ls tornar a la normalitat en liquiditat i així ajudar a la recuperació econòmica. La primera avaluació del NAMA va tenir lloc el setembre de 2009, i fou programada per abans de l'emissió de la segona garantia bancària anual.

### L'augment del deute nacional
Els costos dels rescats bancaris, el NAMA i el dèficit governamental durant aquest període van empènyer al Deute Nacional Irlandès fins a un 125% del PIB pel 2015. No obstant això, hi van haver moltes estimacions estadístiques errònies relacionades amb la crisi financera irlandesa. Irlanda, igual que Luxemburg, és un estat amb un gran nombre de proveïdors de serveis financers internacionals. Molts dels càlculs estadístics realitzats incloent deutes de tots els bancs nacionals situats a Irlanda sense separar els bancs de capital estranger dels bancs irlandesos. Els passius dels bancs irlandesos representen una xifra equivalent aproximadament del 309% del PIB, la tercera més alta de la UE.

### Acord de Croke Park
El Govern Irlandès i els sindicats del sector públic, incloent-hi l'Irish Municipal, Public and Civil Trade Union, van negociar l'acord de Croke Park, que havia de proporcionar una major productivitat, flexibilitat i un estalvi del sector públic a canvi de no fer més retallades salarials ni acomiadaments.

## 2010: Rescats bancaris, protestes estudiantils i marxa per una Millor Manera

### Intervenció de la UE i l'FMI
L'abril de 2010, després d'un augment significatiu en la rendibilitat dels bons irlandesos a 2 anys, l'agència de deute estatal NTMA d'Irlanda va anumciar que "no hi havia majors obligacions de refinançament" per la resta de l'any. El requeriment de 20 mil milions d'euros pel 2010 va estar acompanyat d'un saldo de caixa de 23 mil milions d'euros, i l'agència NTMA va recalcar que: "Estem molt còmodes amb les circumstàncies". El 18 de maig l'agència NTMA, va provar el mercat i va vendre una emissió en 1,5 mil milions d'euros que va ser subscrita amb la seva totalitat en tres rondes. El setembre de 2010 els bancs no podien obtenir finançament pel seu compte i la garantia bancària va ser renovada per tercer any consecutiu. Això va tenir un impacte negatiu en els bons del govern irlandès, l'ajuda del govern als bancs va elevar el deute a 32% el PIB, per la qual cosa el govern va iniciar negociacions amb el Banc Central Europeu i el Fons Monetari Internacional.
En la tarda del 21 de novembre de 2010, el llavors Taoiseach Brian Cowen va confirmar que Irlanda havia sol·licitat formalment ajuda financera al Fons Europeu d'Estabilitat Financera (FEEF) de la Unió Europea i del Fons Monetari Internacional (FMI), una petició que va ser ben rebuda pel Banc Central Europeu i els ministres de finances de la Unió Europea. La sol·licitud va ser aprovada pels ministres de finances dels països de la zona euro en una conferència telefònica. Els detalls de l'acord financer no es van negociar immediatament després i van quedar que es determinarien en les setmanes següents, encara que es creu que el valor total del préstec rondava els 100.000 milions d'euros.
Després de les crítiques al pla de rescat, el líder del Partit Verd, John Gormley, va anunciar que el seu partit buscaria anticipar les eleccions generals el gener de 2011, amb l'amenaça implícita que es retirarien del Govern; amb la incorporació d'una sèrie de diputats independents governamentals, declarant que ells no seguirien donant suport al Govern i al muntatge d'especulacions, Brian Cowen va convocar a una conferència de premsa en la qual va anunciar que el Govern tenia la intenció de presentar i aprovar el pressupost d'aquest any, i els seus projectes de llei parlamentaris, abans de sotmetre's a les eleccions de 2011.
No obstant això, el 23 de novembre, els membres rebels de la fallada de Brian Cowen del partit Fianna Fáil i els líders de l'oposició van buscar un vot de no confiança per al Govern i la dissolució de l'Oireachtas abans del vot crucial del pressupost el 7 de desembre de 2010, que haurien d'obrir camí per a l'adopció del paquet de rescat.
El 28 de novembre, la Unió Europea, el Fons Monetari Internacional i l'estat irlandès van arribar a un acord de rescat per 85 mil milions d'euros composts de 22.5 mil milions d'euros del Mecanisme Europeu d'Estabilitat Financera, 22,5 mil milions d'euros de l'FMI, 22,5 mil milions d'euros del Fons Europeu d'Estabilitat Financera (FEEF), 17,5 mil milions d'euros del Fons Nacional de Reserva de Pensions i préstecs bilaterals del Regne Unit, Dinamarca i Suècia.
El President de l'Eurogroup, Jean-Claude Juncker, va dir que l'acord inclou 10 mil milions d'euros per a la capitalització bancària, 25 mil milions d'euros per a contingències bancàries i 50 mil milions d'euros per finançar el pressupost.

### La protestes contra l'austeritat
Durant el 2010 van tenir lloc diverses protestes importants en contra de l'austeritat a Irlanda.

## 2011: Col·lapse del Govern, ocupacions, estatus escombraries, promeses trencades

### El col·lapse de l'administració de Cowen
El 6 de febrer de 2011, es va informar que Irlanda havia rebut un primer paquet de rescat per valor de 3.6 mil milions d'euros provinents del FEEF. Aquesta era una quantitat lleugerament superior a la qual s'esperava col·locar durant la següent subhasta dels bons de la FEEF el gener de 2011. Aquest mateix mes el govern de coalició de Fianna Fáil i el Partit dels Verds van perdre les eleccions generals de 2011 i van ser reemplaçats per la coalició formada per Fine Gael i el Partit Laborista.
L'abril de 2011, malgrat totes les mesures adoptades, l'agència de qualificació Moody's va considerar que el deute dels bancs irlandesos eren de la categoria de bons escombraries. Va continuar el debat sobre si el nou govern necessitaria un "segon rescat". L'agost de 2011, el més gran dels sis bancs garantits per l'estat, el Banc d'Irlanda, tenia una capitalització de mercat de 2,86 mil milions d'euros, però els préstecs concedits pel Banc Central Europeu i el Banc Central Irlandès als sis bancs rondava els 150 mil milions d'euros.

### Accions estudiantils
A mesura que l'any passava, els estudiants estaven més preocupats per l'honestedat i integritat del compromís signat per Ruairi Quinn abans de les eleccions, que deia que el Partit Laborista s'oposaria a l'augment en els pagaments de matrícula.
El 16 de novembre de 2011, centenars d'estudiants, els seus pares i familiars, van acudir a Dublín i van marxar als edificis del govern enmig de preocupacions sobre la reintroducció de pagaments a l'educació de tercer nivell. Un petit grup també va participar en una protesta de "braços caiguts" a fora de l'oficina de Fine Gael al carrer Upper Mount de Dublín.
Al voltant de les 16.00 h el 29 de novembre de 2011, tres presidents de la unió estudiantil (de l'Institut de Tecnologia Galway-Maig, Col·legi Universitari Cork i IT Carlow), sota el lideratge de la Unió d'Estudiants a Irlanda (USI per les seves sigles en anglès), el President Gary Redmond va ocupar una habitació del Departament de Protecció Social al carrer Store de Dublín, com a part d'un esforç continu perquè el Partit Laborista aclarís la seva posició sobre els pagaments de matrícula. La policia va irrompre per la porta de l'habitació en la qual estaven col·locats i els van portar. Els estudiants van arribar armats amb químics i provisions de menjar que van poder haver durat setmanes. Deu presidents de la unió d'estudiants també van intentar ocupar una habitació en el Departament d'empreses en Kildare Street per les mateixes raons.
Nou estudiants amb honoraris, també van buscar l'aclariment del punt de vista del govern sobre els pagaments a l'educació de tercer nivell, van participar en una protesta pacífica de "braços caiguts" en ocupar l'oficina del districte electoral del diputat Fine Gael i l'exalcalde Brian Walsh en Bohermore, Galway, al voltant del migdia el 30 de novembre de 2011. Van desplegar una pancarta en el sostre amb el missatge, "EDUCACIÓ GRATIS GENS MENYS". Van ser empresonats per la policia i posat en llibertat poc després.
El 2 de desembre de 2011, vuit estudiants de la Universitat Nacional d'Irlanda, Maynooth (NUIM per les seves sigles en anglès), entre ells el president del sindicat d'estudiants de la universitat, Rob Munnelly, van començar a ocupar l'oficina del districte electoral de Fine Gael en Naas del diputat Anthony Lawlor. Ho van fer amb borses de dormir, roba, químics i provisions de menjar i van rebre el suport d'altres estudiants en Facebook i Twitter. Durant la seva ocupació, Munnelly va debatre amb Lawlor en viu en televisió en Kildare, el president Gary Redmond d'USI va visitar als estudiants indignats, i una bandera amb el lema "SAVE THE GRANT" va ser posada en l'entrada de Lawlor.

### Altres accions de protesta
El tancament del Departament d'Urgències de l'hospital de Roscommon va portar a contínues protestes pel Comitè d'Acció de l'Hospital de Roscommon.
El "Occupy Dame Street" va començar el 8 d'octubre de 2011, un dissabte a la tarda.
El 26 de novembre de 2011, centenars de persones van marxar en contra de l'austeritat a Dublín.
L'1 de desembre de 2011, els advocats de la Cort del Districte de Roscrea van protagonitzar una vaga durant el tancament dels jutjats.
Centenars de persones del Comtat de Donegal es van reunir en Buncrana el 3 de desembre de 2011 per protestar en contra de l'austeritat i per dir-li al govern que "Inishowen i Donegal diuen no a les retallades i l'austeritat".
La vaga Vita Cortex va començar en Cork el 16 de desembre de 2011.
També va haver-hi rebel·lió en les files del govern. El 15 de novembre de 2011, Willie Penrose va renunciar al càrrec de Ministre d'Estat d'Habitatge i Urbanisme, a causa de la seva oposició a la decisió del govern de tancar les casernes de l'exèrcit en Mullingar. També va renunciar al càrrec de diputat del partit parlamentari del treball. El diputat Tommy Broughan va ser expulsat del Partit del Treball l'1 de desembre de 2011, després de la votació per rebutjar la modificació del govern d'estendre la garantia del banc per un any més. Més tard aquest mes, Patrick Nulty, un altre diputat del Treball, també vota en contra del govern.

## 2012
El gener de 2012, el Taoiseach Enda Kenny, va negar que Irlanda tindria un segon rescat però va admetre que els “desafiaments econòmics molt significatius” anaven per davant.

### Acció Industrial
La vaga Vita Cortex va continuar a Cork. El 27 de març, es van perdre 2.104 llocs de treball, ja que l'empresa detallista Game de videojocs va tancar 277 botigues. El personal va començar una vaga.

### Les protestes Occupy Dame Street
Les protestes Occupy Dame Street, en català ocupem el carrer Dame, van continuar a Dublín. Al gener, el moviment Occupy Cork va ocupar un edifici a la ciutat, mentre el que el moviment Occupy Belfast va prendre el control del Banc d'Irlanda a la ciutat.

### Protestes
Mentre assistia a un bufet a l'hotel Letterkenny el 24 de febrer de 2012, el Ministre de Transport, Leo Varadkar, va ser interromput i esbroncat per residents locals que en repetides ocasions li cridaven "Quina vergonya!". El 25 de febrer de 2012, manifestants que protestaven en contra de la degradació de les escoles en Bunbeg, Comtat de Donegal, van marxar cap a l'oficina del seu diputat local, el Ministre Menor de Fine Gael, Dinny McGinley. També va haver-hi protestes al Comtat de Mayo el mateix dia.
El 31 de març, els mitjans de comunicació van reportar que Irlanda s'enfrontava a una revolta popular després de conèixer les xifres del govern que indicaven que menys de la meitat de les llars del país havien pagat el nou impost a la propietat per la data límit d'aquest dia, mentre milers de persones de tot el país marxaven en l'Ard Fheis del partit governant al Centre de Convencions de Dublín. La tarda anterior, el Ministre de Justícia Alan Shatter, va estar involucrat en una controvèrsia després de dir que aquells que s'oposaven al Càrrec de les Llars del govern es "aconseguissin una vida", les observacions van ser fetes en el seu camí a la conferència anual de Fine Gael al Centre de Convencions.
L'abril de 2012, el Partit Laborista va celebrar el seu centenari en la conferència de Bailey Allen Hall a la Universitat Nacional d'Irlanda, Galway. Els Gardaí van utilitzar gas pebre per detenir als manifestants de la antiausteritat després que ells van irrompre a través d'una barrera de Garda mentre protestaven en contra del govern.
L'octubre de 2012, el carro ministerial del Tánaiste Eamon Gilmore va ser objecte de puntades pels manifestants que estaven en contra de les retallades a Dublín.

### Referèndum del Tractat d'Estabilitat Fiscal
En 2012 el govern va tractar de ratificar el Tractat d'Estabilitat, Coordinació i Gobernança en la Unió Econòmica i Monetària. El Fiscal General va informar que el referèndum es requeria per assegurar la coherència amb la constitució. En conseqüència, la Tercera Esmena de la Constitució d'Irlanda va ser aprovada el 31 de maig amb el 60,3% a favor amb una participació del 50%. Això va consagrar el Tractat Fiscal en l'article 29 de la constitució.

## 2013

### Liquidació del Banc Corporatiu de Resolucions d'Irlanda
La nit del 6–7 de febrer de 2013, el Banc Corporatiu de Resolucions d'Irlanda (IBRC per les seves sigles en anglès) va ser dramàticament liquidat després que la coalició del Fine Gael i els laboristes aprovés una legislació d'emergència durant la nit a través dels Oireachtas mentre el President Michael D. Higgins tornava d'una visita oficial de tres dies a Itàlia que s'havia iniciat aquell mateix matí. Això va ser una nit abans que la Suprema Cort d'Irlanda escoltés una apel·lació per part d'un home de negocis de Dublín, David Hall, en contra de la decisió del Tribunal Superior de Justícia que aquesta no tenia legitimat per impugnar la legalitat del pagaré de 3,06 mil milions d'euros que es devia a la fi de març. L'argument original de Hall davant el Tribunal Superior de Justícia va ser que el pagaré de 31 mil milions d'euros, pel que fa al ja desaparegut Banc Anglo Irish, va ser il·legal, ja que la seva emissió en 2010 no va ser aprovada per un vot Dáil. Cada empleat d'IBRC tenia el seu treball acabat amb efecte immediat, amb molt aprenentatge d'això, ja que es va anunciar en televisió nacional en Tv3.

#### Panorama
El 6 de febrer del 2013 a les 22.30 h es va convocar el Dáil Éireann. L'oposició no tenia el text de la legislació proposada cinc minuts abans del debat. En van rebre còpies a les 22.32 h i la sessió de Dáil va ser retardada fins a les 23.00 h. El diputat de Fine Gael, Jerry Buttimer, piulà una foto de la factura a les 22.35 h.
El ministre Michael Noonan culpà de l'assetjament en la seva fugida als mitjans de comunicació estrangers. Ursula Halligan va dir a TV3 que l'“assetjament venia de finals de Frankfurt.”
La legislació proposada va ser finalment aprovada en el Dáil per 113-35 a les 03.00 h. Al Senat, es va aprovar per 38-6. El President Michael D. Higgins va arribar a casa de la seva visita a Roma i va signar la Resolució Corporativa Bill del Banc Irlandès en la llei Áras an Uachtaráin el 7 de febrer de 2013.

#### Oposició
L'Oposició va criticar la rapidesa amb què la llei va ser traslladada d'urgència. Molts diputats no van tenir temps de llegir-la. El diputat de l'oposició, Richard Boyd Barrett va dir: Només 2 hores amb 15 minuts per llegir i votar sense els detalls de l'ampli acord a Europa i va assenyalar que Irlanda va fer fallida el 2008, quan la legislació va ser traslladada d'urgència d'una forma similar durant la nit. John Halligan va dir: "Aquesta legislació és una bogeria". Vincent Browne va dir que eren "coses llunàtiques" en Tv3. Joe Higgins la va anomenar "una forma caòtica i grotesca d'executar un estat, en tots els sentits".
Thomas Pringle va dir: "Vam aprendre més de Twitter aquesta nit, que del que el govern ens va dir en la seva contribució. Aquest és el nivell de la democràcia, s'ha enfonsat, sota la seva supervisió. Surtin i digui'ns com és el tracte, i quins són els riscos que fan que aquest projecte sigui necessari. El que és segur és que el BCE va aconseguir cada centau del pagaré. El millor que podem esperar és una reducció en la taxa d'interès de 8% i que s'estengui a 40 anys." Pringle també va qüestionar el que el Taoiseach es referia dient que aquest tracte estava acabant en un “capítol fosc en la nostra història” i es va preguntar si el Taoiseach va aconseguir els seus discursos barrejats.
Mick Wallace va dir: "Com es veu la gent d'Irlanda que està veient aquesta nit? No els importa fer-se càrrec de les seves preocupacions, però sí la dels mercats financers. Aquesta nit no portarem comoditat financera al poble Irlandès." Luke 'Ming' Flanagan va dir: "Aquest projecte no és més que la coberta per moure els pagarés d'aquest suposat ‘banc’ al BCE. El serà, si el teu votes per això, cristal·litzarà això com el deute nacional. A més, facilitarà la situació en la qual vostè serà capaç de convertir quelcom que no és el nostre deute en un deute hipotecari a llarg termini. Ens van dir per Ruairi Quinn i Brian Hayes que el nostre deute no era sostenible i que calia fer quelcom sobre aquest tema. Quant d'això es salvarà? … si el nostre deute era insostenible abans d'això, com diables fa això que sigui més sostenible? […] El problema va començar amb la unió a l'euro. Les persones com Anthony Coughlan, van dir que això acabaria en llàgrimes – estableixes una moneda Frankenstein, amb taxes d'interès controlades per Alemanya, això mai ens va venir bé. Anthony Coughlan riu d'aquest dia; avui el que va dir, s'ha fet realitat. En votar a favor d'això, el teu comences un procés de posar un deute en la teva esquena i en l'esquena dels nostres fills, i nosaltres no rebem un mandat per això."
Catherine Murphy va dir: "Estic tractant de visualitzar com seria això si aquest debat es dugués a terme en conjunt amb un acord que no inclogués una condonació pel deute. El Ministre volia fer això en conjunt amb un acord: Ens donarà un compromís que el portarà on finalitza l'acord per a la nostra aprovació aquí? O serà la secció 17 [la qual els dona el poder d'emetre nous bons i obligacions] un monstre que dona un immens poder a un individu que pugui actuar en absència de qualsevol vigilància? […] Qualsevol acord que no inclogui una condonació del deute, no és un acord acceptable. Aquesta no és el nostre deute. El repartiment de la càrrega no ha d'estar entre nosaltres i les generacions per venir." Mattie McGrath va descriure això com una "farsa" i va dir: "El teu aquestes aquí aquesta nit incitant a l'oposició. […] Això li dona massa poder a les persones que no han estat triades. […] Aquestes li donen carta blanca a un nou tipus de receptor. NAMA és com un animal salvatge en el bosc, i el teu ara aquestes alimentant-los."
D'acord amb el diputat Independent Stephen Donnelly, en un discurs dirigit al Ministre Noonan en la càmera,
Donnelly també va advertir que l'Article 17 del projecte "podria ser declarat inconstitucional" i va descriure el projecte i la manera en què s'estava tractant la presentació com "molt, molt perillosa" i com "una erosió fonamental de la democràcia parlamentària." Va suggerir que Noonan retirés el projecte i tornés al Dáil "abans que la cort obri, per als negocis en el matí, amb la mínima legislació necessària per protegir els béns de l'Estat."

#### Cobertura periodística
Els principals mitjans de comunicació d'Irlanda van donar suport de forma aclaparadora la legislació. El 7 de febrer al migdia al programa RTÉ, el presentador Sean O'Rourke va descriure la legislació com un gran avanç en l'intent d'Irlanda per alleujar la càrrega del deute. El 8 de febrer, l'edició de The Irish Times tenia una secció dedicada a aquest tema, que va ser descrit com a semblant a un comunicat de premsa del Departament d'Hisenda. Molts dels mitjans de comunicació van fer-se ressò de tweets divertits, en els quals els membres del públic van contribuir amb el hashtag #promnight, amb alguns dient que això tenia en comú amb molts dels polítics en el Dáil, quedar-se adormits.
El 17 de febrer de 2013, el director de Finances del Banc Anglo Irish, Maarten van Eden, va presentar la seva renúncia, escrivint que Jo no tinc cap confiança en la capacitat del govern de fer les coses correctes per al sector financer i descrivint les accions del govern sobre el pagaré com a aparador pur.

### Sortida del rescat
Irlanda va sortir oficialment del rescat de la Troica el desembre de 2013. Per marcar el final del rescat, el Taoiseach Enda Kenny va fer un discurs dient que el país anava en la direcció correcta, i que l'economia començava a recuperar-se. La importància de la sortida de l'economia irlandesa va ser qüestionada per d'altres, que ho van veure com un exercici de relacions públiques.